# George Godwin

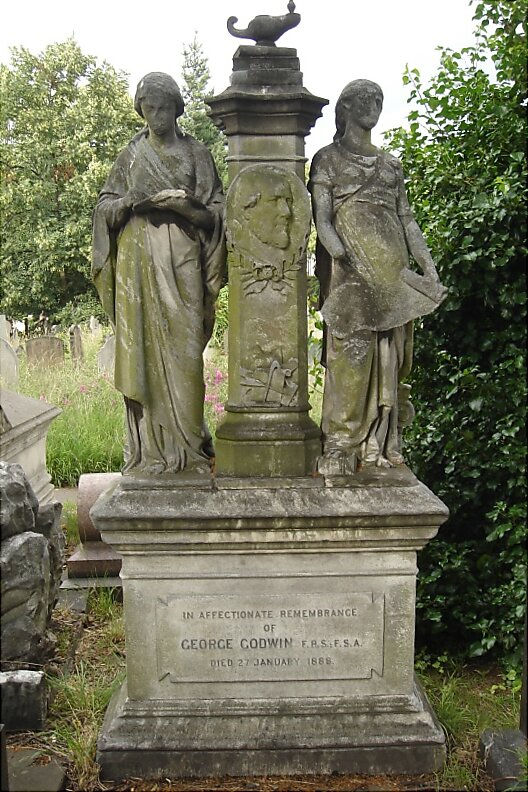
George Godwins grav, Brompton Cemetery, London.

George Godwin, född 1815, död 1888, var en engelsk arkitekt och författare.
Han var vice president för Royal Institute of British Architects och från 1844 huvudredaktör för den betydelsefulla tidskriften The Builder. Bland hans byggnadsverk kan nämnas kyrkorna S:t Juda och S:t Lucas i South Kensington. Han skrev bland annat Essay on concrete (1835), The churches of London (1839), History in ruins (1853) och London shadows (1854) samt lämnade bidrag till The Builder, Civil engineer and architects' journal och Art journal.